# دخترک کبریت‌فروش (فیلم ۲۰۰۶)
دخترک کبریت‌فروش (انگلیسی: The Little Matchgirl) انیمیشن کوتاه آمریکایی است که در سال ۲۰۰۶ منتشر شد.